# Light Grenades
Light Grenades är ett musikalbum av musikgruppen Incubus som släpptes den 28 november 2006. Det blev, som första album av gruppen, etta på Billboard 200.

## Låtlista
1. "Quicksand" – 2:14
2. "A Kiss to Send Us Off" – 4:16
3. "Dig" – 4:17
4. "Anna Molly" – 3:46
5. "Love Hurts" – 3:57
6. "Light Grenades" – 2:20
7. "Earth to Bella (Part I)" – 2:28
8. "Oil and Water" – 3:49
9. "Diamonds and Coal" – 3:46
10. "Rogues" – 3:56
11. "Paper Shoes" – 4:17
12. "Pendulous Threads" – 5:35
13. "Earth to Bella (Part II)" – 2:58
14. "Punchdrunk" - 5:14 (Japanese bonus track)
15. "Look Alive" - 4:21 (Japanese bonus track)